# 王家音樂廳管弦樂團
皇家音乐厅管弦乐团（荷蘭語：Koninklijk Concertgebouworkest），又名皇家大會堂管弦樂團，是在全世界知名度最大的荷蘭交響樂團。

## 历史
1888年4月11日，阿姆斯特丹音乐厅正式對外開放。而該樂團，作為音樂廳的附屬機構在其後成立（確實日期不詳），並於1888年11月3日舉辦了樂團首場的公眾音樂會。原名阿姆斯特丹音乐厅管弦乐团。1988年在樂團成立100周年時，獲荷蘭女王御准，改用現名。

### 歷任首席指揮
| 圖片           | 首席指揮                          | 任期始於 | 任期終於 |
| -------------- | --------------------------------- | -------- | -------- |
|                | 威廉·凯斯 Willem Kes              | 1888年   | 1895年   |
|                | 威廉·门格尔贝格 Willem Mengelberg | 1895年   | 1945年   |
|                | 爱德华·范·拜农 Eduard van Beinum  | 1945年   | 1959年   |
|                | 伯纳德·海廷克 Bernard Haitink     | 1963年   | 1988年   |
| align="center" | 里卡多·夏依 Riccardo Chailly      | 1988年   | 2004年   |
|                | 马里斯·扬颂斯 Mariss Jansons      | 2004年   | 2015年   |
|                | 丹尼尔·加蒂 Daniele Gatti         | 2016年   | 2018年   |
|                | 克劳斯·梅凯莱 Klaus Mäkelä        | 2027年起 | 未知     |

- 里卡多·夏依為该乐团史上第一位非荷兰籍指挥。
- 丹尼尔·加蒂在2018年因為不當行為而遭到樂團開除。

## 相關圖片

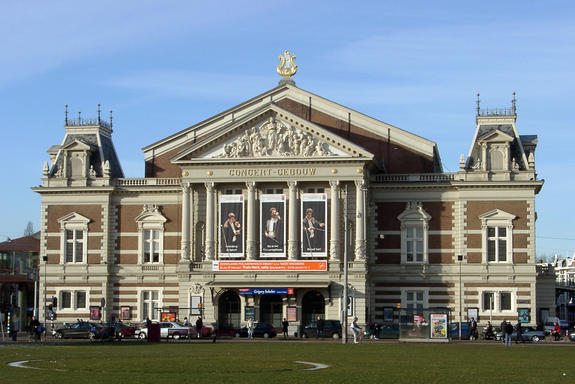
阿姆斯特丹音乐厅外观
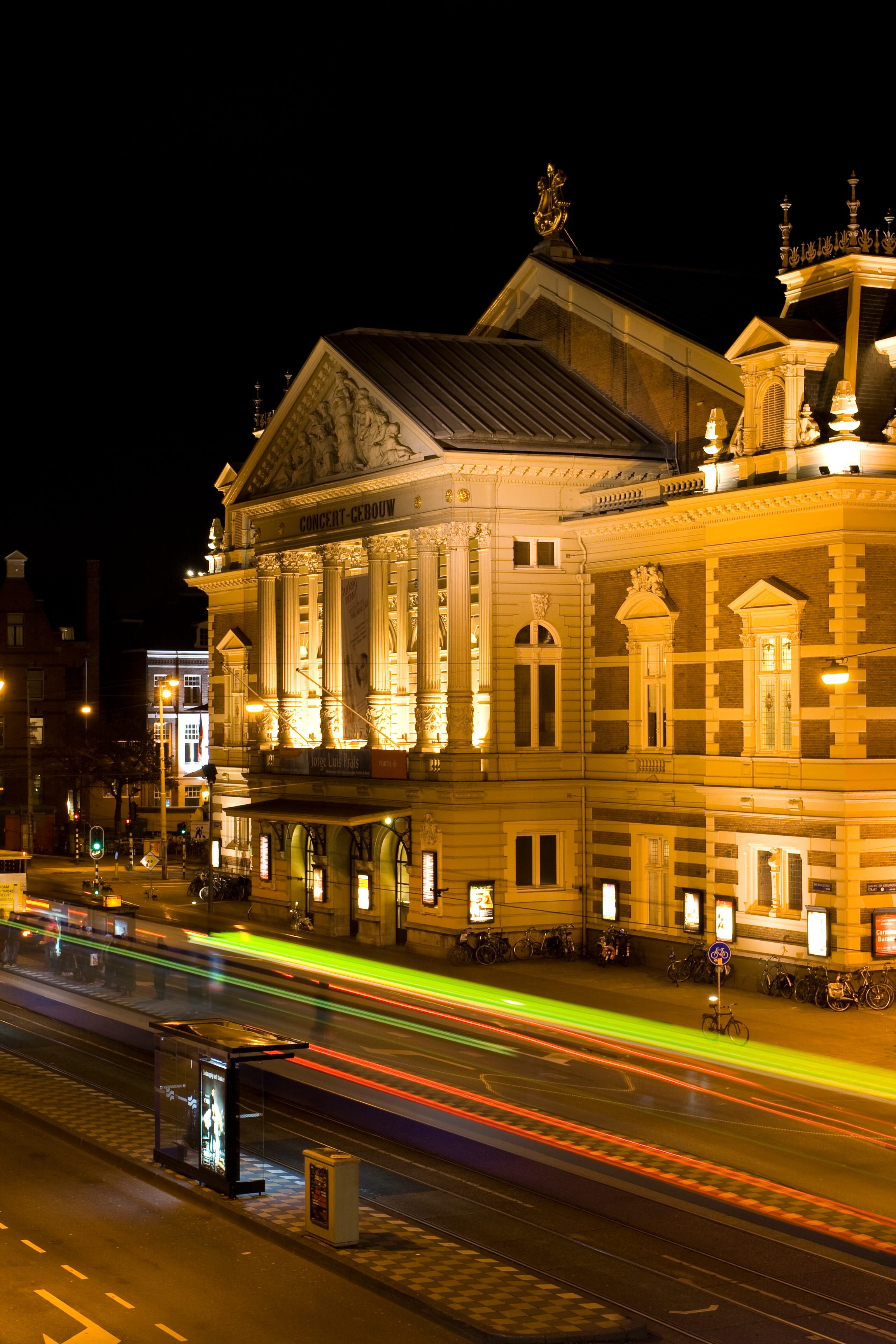
2008年的阿姆斯特丹音乐厅
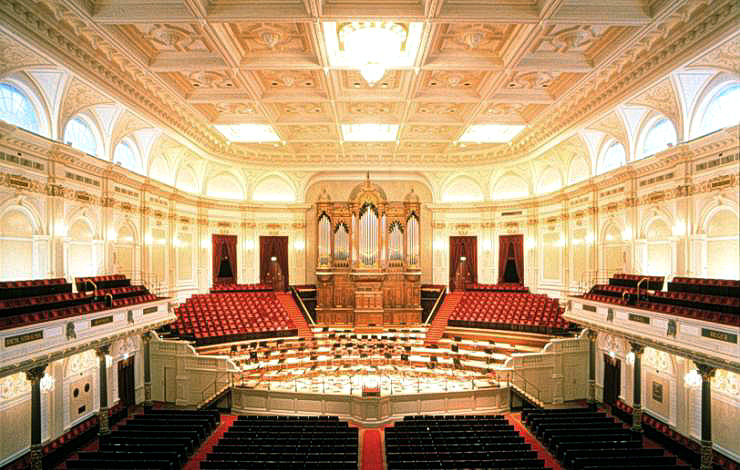
阿姆斯特丹音乐厅大厅

## 外部連結
- 王家音樂廳管弦樂團的Discogs页面（英文）